# General Electric Theater
General Electric Theater è una serie televisiva statunitense in 301 episodi trasmessi per la prima volta nel corso di 10 stagioni dal 1953 al 1962.
È una serie di tipo antologico in cui ogni episodio rappresenta una storia a sé. Gli episodi sono storie di genere vario e vengono presentati da Ronald Reagan. Una serie radiofonica omonima aveva debuttato il 9 luglio 1953 ed era stata trasmessa fino all'ottobre dello stesso anno.
In Italia è stata distribuita con il titolo Startime, ma trasmessa solo con i titoli degli episodi; il titolo originale è rimasto il più utilizzato anche tra le fonti in lingua italiana.

## Guest star
Tra i vari interpreti che si sono alternati nel corso degli episodi figurano: Nick Adams, Claude Akins, Eddie Albert, Leon Ames, Edward Andrews, Fred Astaire, Phyllis Avery, Parley Baer, Raymond Bailey, Patricia Barry, Anne Baxter, Jack Benny, Whit Bissell, Ray Bolger, Ward Bond, Neville Brand, Ernest Borgnine, Diane Brewster, Charles Bronson, Sally Brophy, Edgar Buchanan, Francis X. Bushman, Red Buttons, Macdonald Carey, Jack Carson, Jack Cassidy, George Chandler, Phyllis Coates, Lee J. Cobb, Claudette Colbert, Ronald Colman, Chuck Connors, Russ Conway, Ellen Corby, Lou Costello, Joseph Cotten, Jerome Cowan, Bob Crane, Joan Crawford, Hume Cronyn, Tony Curtis, Bette Davis, Sammy Davis, Jr., James Dean, Richard Denning, Dan Duryea, John Ericson, Richard Eyer, William Fawcett, Frank Ferguson, Nina Foch, Joan Fontaine, Eduard Franz, Eva Gabor, Zsa Zsa Gábor, Judy Garland, Greer Garson, Anthony George, George Gobel, Billy Gray, Virginia Gregg, Virginia Grey, Kevin Hagen, Alan Hale, Jr., Barbara Hale, Darryl Hickman, Ed Hinton, Skip Homeier, Ron Howard, Kim Hunter, Burl Ives, Victor Jory, Allyn Joslyn, Boris Karloff, Joseph Kearns, Ernie Kovacs, Otto Kruger, Nancy Kulp, Alan Ladd, Michael Landon, Joi Lansing, Keith Larsen, Charles Laughton, Piper Laurie, Cloris Leachman, Art Linkletter, Myrna Loy, Dayton Lummis, Carol Lynley, Dorothy Malone, Flip Mark, Strother Martin, Scott Marlowe, E.G. Marshall, Lee Marvin, Groucho Marx, Raymond Massey, Walter Matthau, Tyler MacDuff, Gisele MacKenzie, Fred MacMurray, George Macready, Kevin McCarthy, John McIntire, Eve McVeagh, Patrick McVey, Tyler McVey, Joyce Meadows, Burgess Meredith, Gary Merrill, Robert Middleton, Vera Miles, Ray Milland, George Montgomery, Rita Moreno, Read Morgan, Audie Murphy, Burt Mustin, Leslie Nielsen, Lloyd Nolan, Dan O'Herlihy, J. Pat O'Malley, Barbara Parkins, Neva Patterson, John Payne, Suzanne Pleshette, Judson Pratt, Vincent Price, Nancy Davis Reagan, Jason Robards Sr., Ruth Roman, George Sanders, Robert F. Simon, Dean Stockwell, Everett Sloane, Stella Stevens, James Stewart, Hope Summers, Gloria Talbott, Rod Taylor, Phyllis Thaxter, Gene Tierney, Audrey Totter, Harry Townes, Claire Trevor, Gary Vinson, Beverly Washburn, David Wayne, Jesse White, Cornel Wilde, Rhys Williams, Natalie Wood, Fay Wray, Will Wright, Ed Wynn, Keenan Wynn, James Dean.

## Produzione
La serie fu prodotta da MCA Television, Revue Studios e Theodora Productions e girata nell'Iverson Ranch e negli studios della Republic a Los Angeles e negli studios della Universal a Universal City. Le musiche furono composte da Jerry Goldsmith e Bernard Herrmann. La serie terminò quando la General Electric, sponsor e principale finanziatore del programma, licenziò Reagan a seguito di un attacco di questi alla Tennessee Valley Authority e in generale, perché preoccupata per le sempre più frequenti esternazioni pubbliche a livello politico dell'attore a favore dei repubblicani. Dopo la cancellazione nel 1962, la serie fu sostituita da un'altra serie antologica, di breve durata, G.E. True, presentata da Jack Webb.

### Registi
Tra i registi sono accreditati:
- Don Medford in 21 episodi (1954-1959)
- Herschel Daugherty in 20 episodi (1956-1962)
- John Brahm in 7 episodi (1953-1962)
- Frank Wisbar in 4 episodi (1954)
- Jacques Tourneur in 4 episodi (1955-1961)
- Sidney Lanfield in 4 episodi (1955-1959)
- Jules Bricken in 4 episodi (1956-1957)
- Ray Milland in 4 episodi (1957-1958)
- Mitchell Leisen in 4 episodi (1959)
- James Neilson in 3 episodi (1955-1959)
- Don Weis in 3 episodi (1957)
- Sherman Marks in 3 episodi (1959-1962)
- Robert Stevenson in 2 episodi (1953-1956)
- Sheldon Leonard in 2 episodi (1953)
- Frank Tashlin in 2 episodi (1954-1956)
- Frank Tuttle in 2 episodi (1954-1955)
- Ralph Nelson in 2 episodi (1955-1956)
- Robert B. Sinclair in 2 episodi (1957-1959)
- John Rich in 2 episodi (1959-1960)
- Boris Sagal in 2 episodi (1959-1960)
- Richard Irving in 2 episodi (1960)
- Ida Lupino in 2 episodi (1961-1962)
- Charles F. Haas in 2 episodi (1962)

### Sceneggiatori
Tra gli sceneggiatori sono accreditati:
- Jameson Brewer in 7 episodi (1956-1962)
- D.J. Powers in 5 episodi (1955-1956)
- Larry Marcus in 4 episodi (1953-1959)
- Hagar Wilde in 4 episodi (1956-1959)
- George Bellak in 3 episodi (1954-1959)
- Budd Schulberg in 3 episodi (1955-1961)
- William Fay in 3 episodi (1955-1957)
- Shirley Peterson in 3 episodi (1955-1956)
- Leo Davis in 3 episodi (1955)
- John McGreevey in 3 episodi (1956-1959)
- James P. Cavanagh in 3 episodi (1957-1961)
- Kathleen Hite in 3 episodi (1957-1959)
- Laurence Marks in 3 episodi (1958-1959)
- Milton Pascal in 3 episodi (1958-1959)
- David Swift in 3 episodi (1958-1959)

## Distribuzione
La serie fu trasmessa negli Stati Uniti dal 1º febbraio 1953 al 16 settembre 1962 sulla rete televisiva CBS. La serie è conosciuta anche con i titoli G.E. Theater e G.E. True Theater e, con le distribuzioni in syndication, con i titoli Your Star Showcase e Command Performance.
In Italia la serie è stata trasmessa su TV private locali ed è noto oltretutto il passaggio sulla TV Svizzera negli anni 1960 e su Telemontecarlo negli anni 1970. La serie era trasmessa solo con i titoli degli episodi, ma nel canale distributivo e sui quotidiani era pubblicizzata con il titolo Startime.

## Episodi
| Stagione         | Episodi | Prima TV USA |
| ---------------- | ------- | ------------ |
| Prima stagione   | 6       | 1953         |
| Seconda stagione | 24      | 1953-1954    |
| Terza stagione   | 35      | 1954-1955    |
| Quarta stagione  | 39      | 1955-1956    |
| Quinta stagione  | 35      | 1956-1957    |
| Sesta stagione   | 32      | 1957-1958    |
| Settima stagione | 32      | 1958-1959    |
| Ottava stagione  | 33      | 1959-1960    |
| Nona stagione    | 31      | 1960-1961    |
| Decima stagione  | 34      | 1961-1962    |